# 平將門
平將門（日语：／ Taira no Masakado，903年—940年3月25日），日本平安時代前期坂東地區的起義领袖，同時也是擁有著天皇家族血統的大貴族桓武平氏的一員、戰功赫赫的鎮守府將軍平良將之子。朱雀天皇天庆二年（939年）於下總國發動叛亂，建立坂東政权，任命百官及諸國國司，即位為「新皇」。天慶三年（940年）2月14日，於常陸國幸嶋郡北山一战中，被朝廷軍將領藤原秀鄉等人擊敗戰死，夷滅三族。
《太平記》記載，其首級經過三個月而沒有腐爛，且雙目睜開。其後，首級為求胴體而突然大發怒聲，並向東空飛去，但在途中力竭墜落。墜落之地乃是平將門首塚所在之地。
隨著後來日本武家政權勃興於關東地區，將門作為「叛亂者」的傳統評價也被逐漸正名。直至江戶時期，民眾尊稱其為「將門公」，並將其視為軍神和關東的土地神；東京的築土神社、神田神社、茨城的國王神社都將其奉為主祭神。更有人评价其為日本武士之祖師。

## 生涯

### 出生與平氏一族的鬥爭
傳聞下總國佐倉曾是其父平良將的領地，至今佐倉市依然保有「將門」的地名，不過卻沒有任何史料可資證明。將門由故鄉到平安京成為藤原北家長者藤原忠平的隨從，因為父親猝逝，所以返回了領國。在當時並沒有確立長子相續制度的情況之下，良將遺留下來的領地被將門的伯父平國香以及叔父平良兼私自瓜分。
據《將門記》的記載，傳說平氏一族的內鬥是為了爭奪要嫁到常陸國國司源護家的平良兼之女。935年2月源護之子源扶於常陸國的野本襲擊將門，將門退之，後由大串‧取手取道往源護的陣地真壁郡，討伐護之一族，甚至也一併討伐前來協助源護的伯父平國香。同一族的平良正也整軍在鬼怒川沿岸的新治鄉川與平將門的軍隊對峙，將門也將平良正的軍隊擊破。反對將門軍的以平良兼為盟主，加上平國香的嫡子平貞盛的兵力與平將門戰鬥，但受到將門的襲擊後，便請求下野國的國衙保護。將門把下野國的國府包圍起來，後將一部份的包圍解除，讓平良兼逃亡，同時與國衙交涉使其承認自己才是具有正當性的。
同年，朝廷發出命令要求將門解釋平氏一族私鬥的原因，將門前往平安京的檢非違使廳接受詢問，937年4月才被赦免而回國。回國後將門也依然和以平良兼為首的大半族人對立，良兼甚至還進攻放有將門父親良將和祖父高望王肖像的常羽御廄。由於已經喪失了許多軍馬，將門只好退卻，甚至妻子也被擒。雖然將門也對朝廷強調自己行動的正當性，不過朝廷還是對平良兼、平貞盛以及源護等發出對將門討伐的命令。將門在筑波山驅逐了良兼等人的兵，三年後良兼病亡，從此將門的威名大震於關東。

### 平將門之亂
這時常陸國的藤原玄明因為沒有繳納朝廷的租稅所以被下令追捕而去向將門要求庇護，於是將門將玄明藏匿起來。將門在939年前往常陸府中（石岡）要求撤回追捕令，但是在這裡卻突然遭到攻擊。將門逼於無奈只好反擊，並將常陸介的藤原維幾逮捕攻陷了國衙，結果對朝廷正式舉旗反叛。同時接納被認為是桓武天皇子孫的興世王之建議，同年12月也攻陷了下野、上野的國府，佔領了關東一帶並自稱為「新皇」，於岩井（茨城縣坂東市）設置政廳，作为皇居。
朝廷意識到危機感，下了一個只要能夠取到平將門首級者可成為貴族的旨意給全國人民。兩個月後的940年2月，將門與仇敵平國香之子平貞盛和藤原秀郷的會戰中，被流箭射中而亡。之後首級被運往平安京成了曬首。關於這個將門的首級，成了在各地首塚的傳說，最為著名的就是後述東京兜町的首塚。
幾乎與將門之亂同時期，也有在瀨戶內海由藤原純友發起的爭亂，這兩個動亂並稱為「承平天慶之亂」。
另外，成田市的成田山新勝寺是當時朝廷為了降伏將門而建立的寺院，據說因為了這個緣故，將門家臣的子孫，在現代已經距離當時1080年以上，也都不會到那個寺廟參拜。甚至自古在佐倉市居住的人們，也有許多人家都不會去參拜。
同時根據築土神社與神田神社（神田明神）的傳說，其信仰者如果也到新勝寺參拜的話，將不會得到其主神將門的庇祐，所以會同時去成田山新勝寺參拜的人也不多。

## 評價

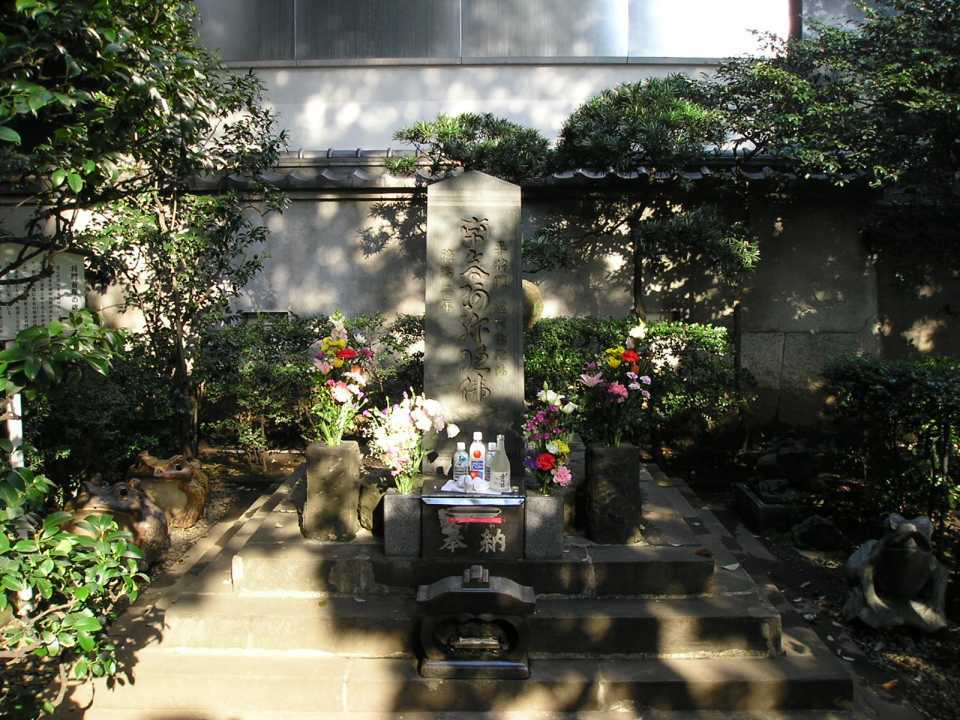
位於大手町的平將門首塚

在江戶幕府三代將軍德川家光治世時期，公卿烏丸光廣同情將門的經歷，上書朝廷為其去除了作為「國賊」的污名。
江戶幕府官方亦認為將門的威靈能夠保護江戶市街，將他以神田明神祭祀。一般認為神田明神是由相當於江戶城的鬼門遷移到現址，受到幕府的尊崇。有人認為德川氏把背叛朝廷的將門安置於將軍居住的城中，是幕府不希望朝廷再興的表現。
然而在明治維新之後，由於尊皇思想的勃興和天皇恢復親政的關係，對將門的評價再一次跌落至谷底。至第二次世界大戰結束為止，因他一度自稱「新皇」的緣故，被以悖逆、不知天高地厚而自取滅亡的亂臣賊子形象喧傳於日本中小學校的義務教育之中。祭祀他的神社大多也遭打砸或倒閉。
在東京都千代田區大手町有個將門的首塚，据说每當有計畫要遷移時都容易發生事故。以東京之靈的守護為主題，荒俁宏的小說《帝都物語》中就採用了相关题材。

## 家族
伯父平國香之子為太郎平貞盛，平將門有三郎、四郎兩個同父弟隨同作戰：
小次郎 平將門 
三郎  平將賴
四郎  平將平
除此之外，相马中村藩主自称家族为平将门后裔

## 相關作品
- 小説《平将門》作者：海音寺潮五郎，上卷 ISBN 978-4841507164，中卷 ISBN 978-4841507188，下卷 ISBN 978-4841507218
- NHK大河劇《风与云与虹》（原作：海音寺潮五郎《平将門》《风与云与虹》）
- 漫畫《村祀》

| 平將門 平氏王朝     | 平將門 平氏王朝                 | 平將門 平氏王朝     |
| 統治者頭銜          | 統治者頭銜                      | 統治者頭銜          |
| ------------------- | ------------------------------- | ------------------- |
| 前任： 创立坂東政权 | 新皇 939年12月19日—940年3月25日 | 繼任： 坂東政权覆灭 |